# Kanton Hochfelden
Der Kanton Hochfelden war bis 2015 ein französischer Wahlkreis, im Département Bas-Rhin und in der Region Elsass.

## Geschichte
Am 22. März 2015 wurde der Kanton aufgelöst. Fast alle Gemeinden gehören jetzt zum Kanton Bouxwiller. Zwei Gemeinden wurden in den Kanton Saverne umgegliedert.

## Gemeinden
- Alteckendorf
- Bossendorf
- Duntzenheim (Dunzenheim)
- Ettendorf
- Friedolsheim, gehört zum Kanton Saverne
- Geiswiller (Geisweiler)
- Gingsheim
- Grassendorf
- Hochfelden
- Hohatzenheim
- Hohfrankenheim
- Ingenheim
- Issenhausen
- Lixhausen
- Melsheim
- Minversheim
- Mittelhausen
- Mutzenhouse (Mutzenhausen)
- Ringeldorf
- Ringendorf
- Saessolsheim (Sässolsheim), gehört zum Kanton Saverne
- Schaffhouse-sur-Zorn (Schaffhausen)
- Scherlenheim
- Schwindratzheim
- Waltenheim-sur-Zorn (Waltenheim)
- Wickersheim-Wilshausen
- Wilwisheim
- Wingersheim
- Zœbersdorf (Zöbersdorf)